# Hiromasa Yamamoto
Hiromasa Yamamoto (japanisch 山本 浩正 Yamamoto Hiromasa; * 5. Juni 1979 in der Präfektur Aichi) ist ein ehemaliger japanischer Fußballspieler.

## Karriere
Yamamoto erlernte das Fußballspielen in der Schulmannschaft der Shimizu Higashi High School. Seinen ersten Vertrag unterschrieb er 1998 bei Júbilo Iwata. Der Verein spielte in der höchsten Liga des Landes, der J1 League. Mit dem Verein wurde er 1999 und 2002 japanischer Meister. Für den Verein absolvierte er 28 Erstligaspiele. Im September 2004 wurde er an den Erstligisten Vissel Kōbe ausgeliehen. 2005 kehrte er zu Júbilo Iwata zurück. 2007 wechselte er zum Zweitligisten Cerezo Osaka. Für den Verein absolvierte er 16 Ligaspiele. 2009 wechselte er zum Ligakonkurrenten Ehime FC. Für den Verein absolvierte er 68 Ligaspiele. Danach spielte er beim SC Sagamihara. Ende 2011 beendete er seine Karriere als Fußballspieler.

## Erfolge
Júbilo Iwata
- J1 League

Meister: 1999, 2002
Vizemeister: 1998, 2001, 2003
- J.League Cup

Sieger: 1998
Finalist: 2001
- Kaiserpokal

Sieger: 2003
Finalist: 2004